# Petrosaurus
Petrosaurus – rodzaj jaszczurek z podrodziny frynosomowatych (Phrynosomatidae).

## Zasięg występowania
Rodzaj obejmuje gatunki występujące w Stanach Zjednoczonych i Meksyku.

## Systematyka

### Etymologia
- Petrosaurus: gr. πετρα petra ‘skała’[5]; σαυρος sauros ‘jaszczurka’[6].
- Streptosaurus: gr. στρεπτος streptos ‘obroża’, od στρεφω strephō  ‘skręcić, przekręcić’; σαυρος sauros ‘jaszczurka’[2]. Typ nomenklatoryczny: Uta mearnsi Stejneger, 1894.

### Podział systematyczny
Do rodzaju należą następujące gatunki:
- Petrosaurus mearnsi (Stejneger, 1894)
- Petrosaurus repens (Van Denburgh, 1922)
- Petrosaurus slevini (Van Denburgh, 1922)
- Petrosaurus thalassinus (Cope, 1863)